# West Cape (udde i Australien)
West Cape är en udde i Australien. Den ligger i delstaten South Australia, omkring 160 kilometer väster om delstatshuvudstaden Adelaide.
Trakten runt West Cape är nära nog obefolkad, med mindre än två invånare per kvadratkilometer.. Närmaste större samhälle är Marion Bay, omkring 17 kilometer öster om West Cape. 
Genomsnittlig årsnederbörd är 772 millimeter. Den regnigaste månaden är juni, med i genomsnitt 139 mm nederbörd, och den torraste är januari, med 22 mm nederbörd.